# Ayenia praecipua
Ayenia praecipua är en malvaväxtart som beskrevs av Cristobal. Ayenia praecipua ingår i släktet Ayenia och familjen malvaväxter. Inga underarter finns listade i Catalogue of Life.